# Camí de les Bordes de Segan
El Camí de les Bordes de Segan és un camí rural del poble d'Hortoneda, a l'antic terme d'Hortoneda de la Conca, actualment pertanyent a Conca de Dalt, al Pallars Jussà.
Arrenca en direcció oest de la Pista de Boumort al costat de ponent de la Pinata Fosca, passa pel costat sud del Pletiu dels Roquissos, on troba la Font de les Fonts, alhora que fa la volta al Pletiu Gras, primer pel nord i després per l'oest, tram en què discorre cap al sud-oest. Passa pel sud de la Matella del Serrat Blanc, ara en direcció a ponent, i al final d'aquest paratge emprèn cap al nord-oest. Va a buscar la Serra de la Travessa al lloc on s'uneix el Serrat de l'Era del Cumó, i ateny el Bony del Cumó pimer i el Bony dels Clots tot seguit. En aquell lloc es decanta cap a ponent, seguint la carena de la Serra de la Travessa, i arriba als Clots, al nord de la Borda de Cardet, on torna a decantar-se cap al nord per tal d'arribar de seguida a les Bordes de Segan, concretament a l'ermita de Sant Cristòfol de Montpedrós, que és a llevant de les bordes de Segan.